# Distretto di Eunpyeong
Eunpyeong (Hangŭl: 은평구; Hanja: 恩平區) è un distretto di Seul. Ha una superficie di 29,7 km² e una popolazione di 450.583 abitanti al 2010.